# Шараповская волость (Сергиевский уезд)
Шараповская волость — административно-территориальная единица Сергиевского уезда Московской губернии РСФСР. Существовала до 1929 года, центром волости было село Шарапово.
Образована в 1922 году объединением Ботовской и Булаковской волостей Сергиевского уезда. В её состав вошло 10 сельсоветов: Бревновский, Булаковский, Воронинский, Иовлевский, Ляпинский, Маринский, Назарьевский, Охотинский, Харланихский и Шараповский.
В результате укрупнения сельских советов, проведённого в 1923 году, Назарьевский с/с был реорганизован в Абрамовский, Харланихский — в Новленский, а год спустя Маринский с/с — в Малинниковский, Абрамовский — в Назарьевский.
В 1925 году Иовлевский с/с был включён в состав Булаковского с/с, Ляпинский с/с — в состав Шараповского с/с.
По итогам Всесоюзной переписи 1926 года численность населения 49 населённых пунктов волости составила 6443 человека (3142 мужчины, 3301 женщина), насчитывалось 1186 хозяйств, среди которых 1141 крестьянское; в селе Шарапово располагался волостной исполнительный комитет, в деревне Назарьево имелась школа, в деревне Булаково — амбулатория.
В 1927 году из состава Охотинского с/с был выделен Ботовский с/с, из состава Булаковского — Иовлевский, из состава Назарьевского — Дерюзинский, из состава Шараповского — Алексеевский и Взглядневский; Воронинский с/с был реорганизован в Слотинский.
В ходе реформы административно-территориального деления СССР в 1929 году Шараповская волость была упразднена, а её территория разделена между Сергиевским и Щёлковским районами Московского округа Московской области, на тот момент в волости было 13 сельсоветов: Алексеевский, Ботовский, Бревновский, Булаковский, Взглядневский, Дерюзинский, Иовлевский, Малинниковский, Назарьевский, Новленский, Охотинский, Слотинский и Шараповский.